# Chiesa di San Giacomo Maggiore (Brno)
La chiesa di San Giacomo Maggiore (in ceco: Kostel svatého Jakuba Staršího) è una chiesa parrocchiale che sorge nel centro storico di Brno, in Repubblica Ceca.
Rappresenta uno dei migliori monumenti cittadini e un bell'esempio dell'architettura gotica ceca.

## Storia e descrizione

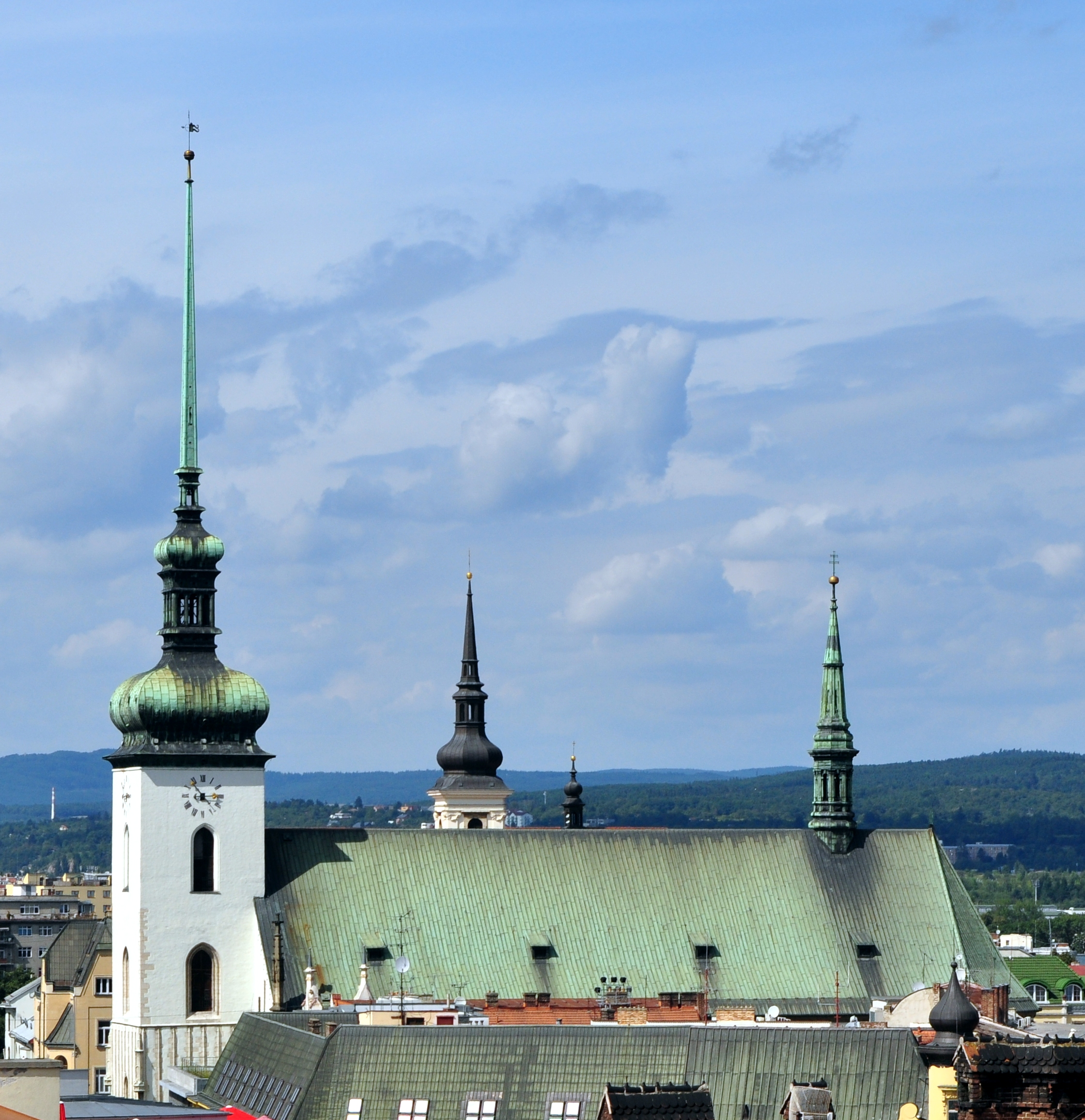
Le coperture della chiesa.

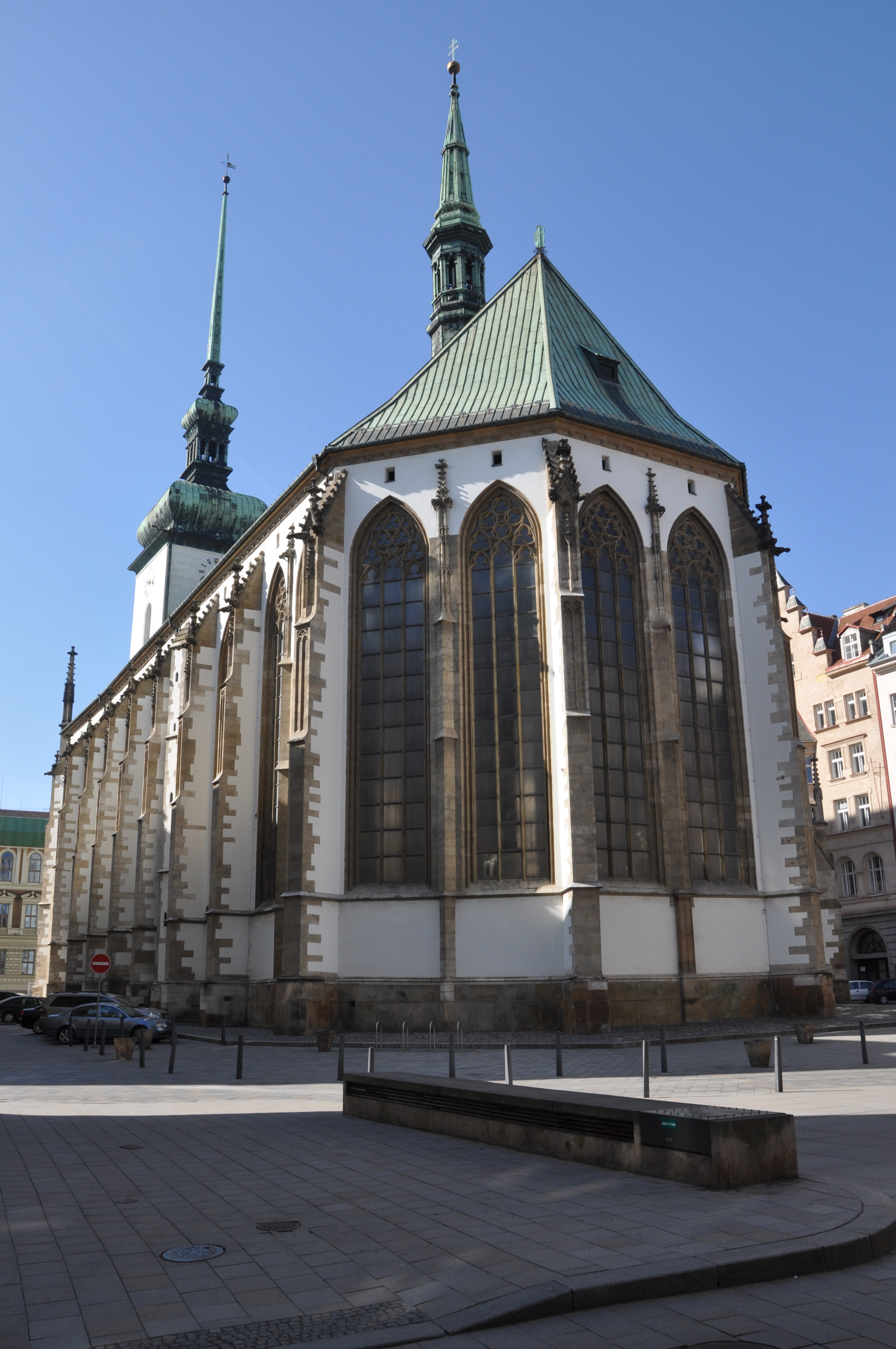
Il coro.

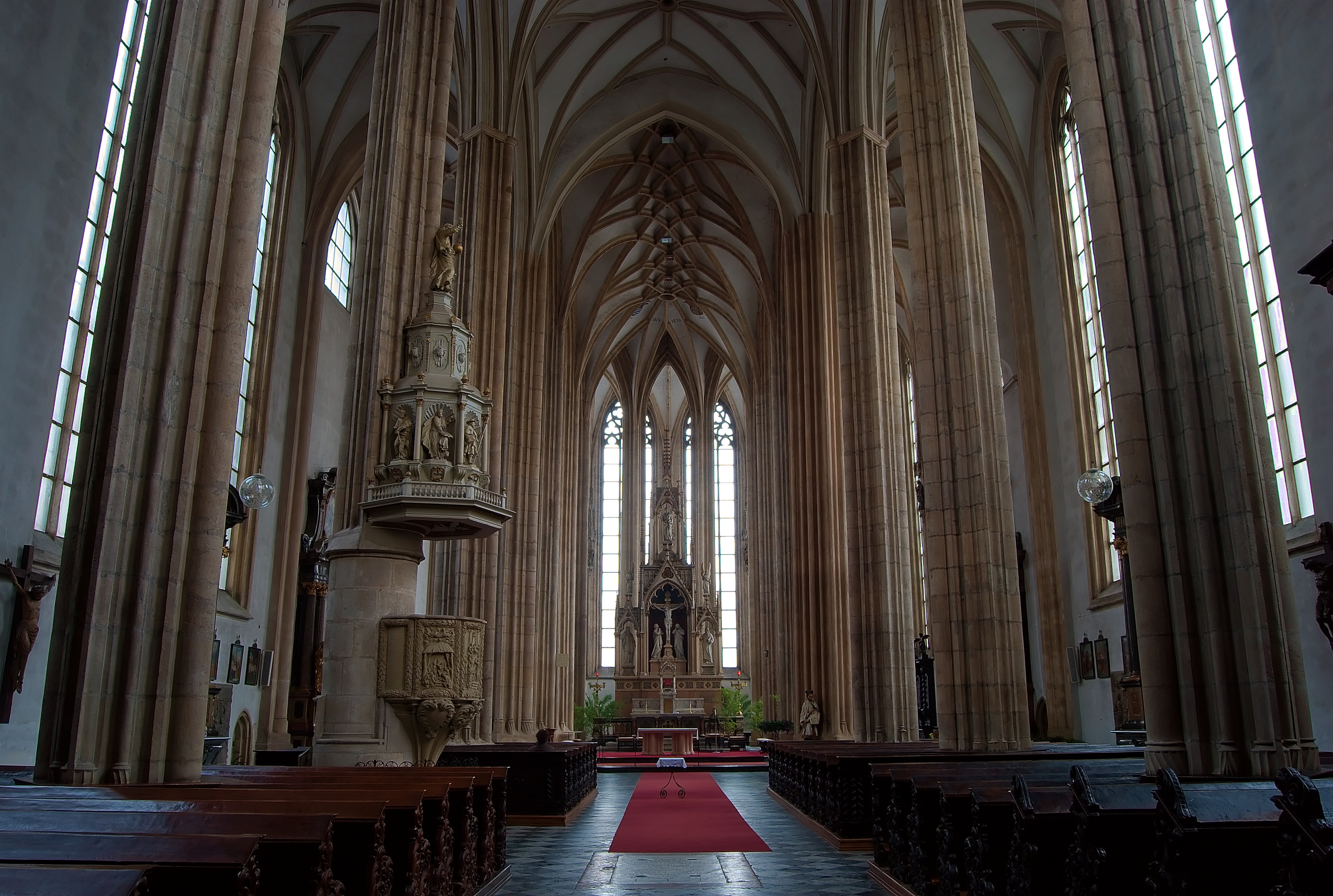
L'interno.

La chiesa fu fondata nel 1220 per i coloni fiamminghi e tedeschi che vivevano in questa parte della città dal XIII secolo. Era un edificio romanico che fra il 1368 e il 1405 vide costruirsi attorno alcune cappelle che crearono un unico complesso urbanistico. La prima fu la cappella di San Maurizio, eretta a partire dal 1352, seguita da quella del corpo di Cristo (1369), dalle cappelle di San Orsola e dell'Assunzione della Vergine (1413), dalla cosiddetta cappella Nuova (1428), dalla cappella della Santissima Trinità (1463) e infine da quella di Santa Dorotea, che è nel cimitero (1465).
Nel 1446 si dà inizio alla costruzione dell'attuale chiesa tardogotica. Il cantiere inizia dal coro per opera dell'architetto Hans da Brno, che sarà completato tra il 1469 e il 1473 in uno stile influenzato dagli esempi dei Parler della cattedrale di Praga e del duomo di Vienna. Si prosegue con la costruzione del piedicroce, a tre navate nella forma di hallenkirche, sul quale lavora fra il 1500 e il 1511 il noto architetto Anton Pilgram, coperto da volte reticolate di influssi svevi.
Nel 1515 si incendia il presbiterio, le fiamme provocano la caduta del tetto e la conseguente distruzione degli altari. Il nuovo altare principale fu consacrato nel 1516. Il tetto viene rifatto e terminato entro il 1530, mentre le volte vengono ricostruite dall'italiano Pietro Gabri entro il 1570. Nel 1692 Jakub Rysak, che era un organaro da Opava, consegnato nuovi organi. [2]
La costruzione della torre venne iniziata nel 1520 e nel 1592 Antonio Gabri la sopraeleva aggiungendovi la parte con l'orologio. Il campanile venne terminato da Simón Tauch che vi costruì la copertura rinascimentale a guglia, che raggiunge i 92 metri d'altezza.
Durante la guerra dei trent'anni la chiesa è rimasta per lo più illesa, tuttavia tra il 1750 e il 1766 l'interno venne barocchizzato.
Tra il 1871 e il 1879 l'interno venne ricondotto alle forme originarie gotiche ricorrendo anche ad alcune ricostruzioni in stile neogotico ricorrenti all'epoca, su progetto dall'architetto viennese Heinrich von Ferstel.
Vi si conserva la tomba del feldmaresciallo Jean-Louis Raduit de Souches (1608-83) che nel 1645 liberò la città dagli svedesi.
Nel 1995 la chiesa è stata dichiarata monumento culturale nazionale.
Sotto la chiesa e nella piazza vicina si trova l'ossario di Brno.